# ドラマ・ボーイ
ドラマ・ボーイ (Drumma Boy) とは、アメリカ合衆国, テネシー州, メンフィス出身の音楽プロデューサーである。本名は、クリストファー・ジェームス・ゴールソン。主にクラブ向けのダンサブルなヒップホップチューンを得意としており、ヤング・ジージー等にヒット曲を提供。また、彼自身もラッパーとして活動している。

## 人物
プロクラリネット奏者で大学教授の父と、オペラ歌手の母の間に生まれる。幼い頃からクラシック音楽の影響を多大に受けて育った彼は、後のインタビューにおいても、度々「ヒップホップとクラシック音楽の融合」について語る事がある。

## プロデュースしたアーティスト
- ヤング・ジージー
- グッチ・メイン
- ワカ・フロッカ・フレイム